# MessagEase

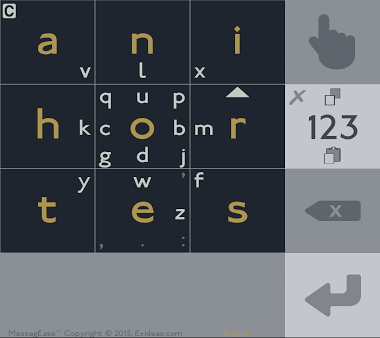
Клавиатура MessagEase

MessagEase — метод ввода и виртуальная клавиатура для устройств с сенсорным экраном. Он основан на новой системе ввода, разработанной Saied B. Nesbat, отформатированной как матричная клавиатура 3x3, где пользователи могут нажимать или проводить пальцем вверх, вниз, влево, вправо или по диагонали для доступа ко всем клавишам и символам. Это клавиатура, разработанная для таких устройств, как сотовые телефоны, имитирующая ограниченное количество ранних сотовых телефонов, состоящее из 12 клавиш.
Наиболее распространённые буквы (большие буквы на рисунке ниже) доступны одним касанием. Менее распространённые буквы доступны по слайду. Пример: постукивание по центру приводит к появлению буквы «o». Скольжение влево от того же квадрата генерирует «c». Зелёная тропа показывает путь пальца. Клавиатура поддерживает несколько пользовательских словарей, используемых для предсказания и исправления слов.
Программное обеспечение разработано и запатентовано компанией ExIdeas, расположенной в Белмонте, штат Калифорния. Впервые он был выпущен в 2002 году для Palm вместе с бумагой в 2003 году.

## Программная поддержка
В настоящее время клавиатура доступна для устройств Android, iOS и Apple Watch.
Поддерживаемые в настоящее время языки:
- Арабский
- Английский
- Французский
- Немецкий
- Греческий
- Иврит
- Хинди
- Итальянский
- Катакана
- Хирагана
- Корейский
- Иранский
- Польский
- Португальский
- Русский
- Испанский
- Тайский
- Украинский
- Урду

## История
MessagEase был выпущен в 2002 году для Palm. Первоначально он также был конкурентом метода интеллектуального ввода T9 на телефоне с 12 кнопками и 9 цифровыми кнопками. В этой первой итерации каждый из 9 первичных символов нужно было нажимать дважды подряд, а второстепенные символы вводились сначала нажатием основной кнопки, а затем нажатием одной из оставшихся 8 кнопок. В этой первой итерации, поскольку многим буквам требовалось два нажатия, он не был значительно быстрее, чем метод ввода с несколькими нажатиями.
MessagEase теперь предназначен исключительно для сенсорных экранов и больше не имеет физической поддержки с 12 кнопками. Все символы теперь вводятся касанием или пролистыванием.